# Samson
Samson (hebrejski: שִׁמְשׁוֹן, Šimšon, što znači "čovjek sunca") je biblijski lik, posljednji od sudaca starih Izraelaca spomenutih u Knjizi o Sucima u Bibliji (poglavlja 13-16). Samson se ponekad smatra izraelskom verzijom popularnog lika Bliskog istoka Herakla.
Prema biblijskom izvještaju, Bog je Samsonu dao golemu snagu da pomogne izraelskome narodu protiv neprijatelja i dopusti mu da izvrši slavna djela, kao što je brzo savladavanje lava, savladavanje cijele vojske neprijatelja samo pomoću čeljusti magarca i uništavanje filistejskoga hrama golim rukama. Međutim, kada mu je Filistejka Dalila odrezala dugu kosu, izgubio je svoju snagu. Mučitelji su ga oslijepili i prisilili na teški rad. Za osvetu, golim rukama je srušio filistejski hram, čijim rušenjem poginulo je mnogo Filistejaca, a među njima i on sam.
Prikazivan je u likovnim umjetnostima ponajviše s Dalilom (Rembrandt, Tintoretto, Rubens, Van Dyck, Liebermann, Dürer), u dramama L. Andrejeva, F. Wedekinda, romanima (Felix Salten), filmu, u operi Camilla Saint-Saënsa i Händelovu oratoriju.
U nekim židovskim tradicijama, vjeruje se da je Šamson bio pokopan u Tel-Tori u Izraelu koja gleda na dolinu Sorek. Tu su dva velika nadgrobna spomenika Samsona i njegova oca Manoaha. U blizini se nalazi Manoahov oltar (Knjiga o Sucima 13,19-24). Nalazi se između gradova Zoraha i Eshtaola.
Po njemu je nazvana Samsonova opcija.